# Jacques-Joseph Michel

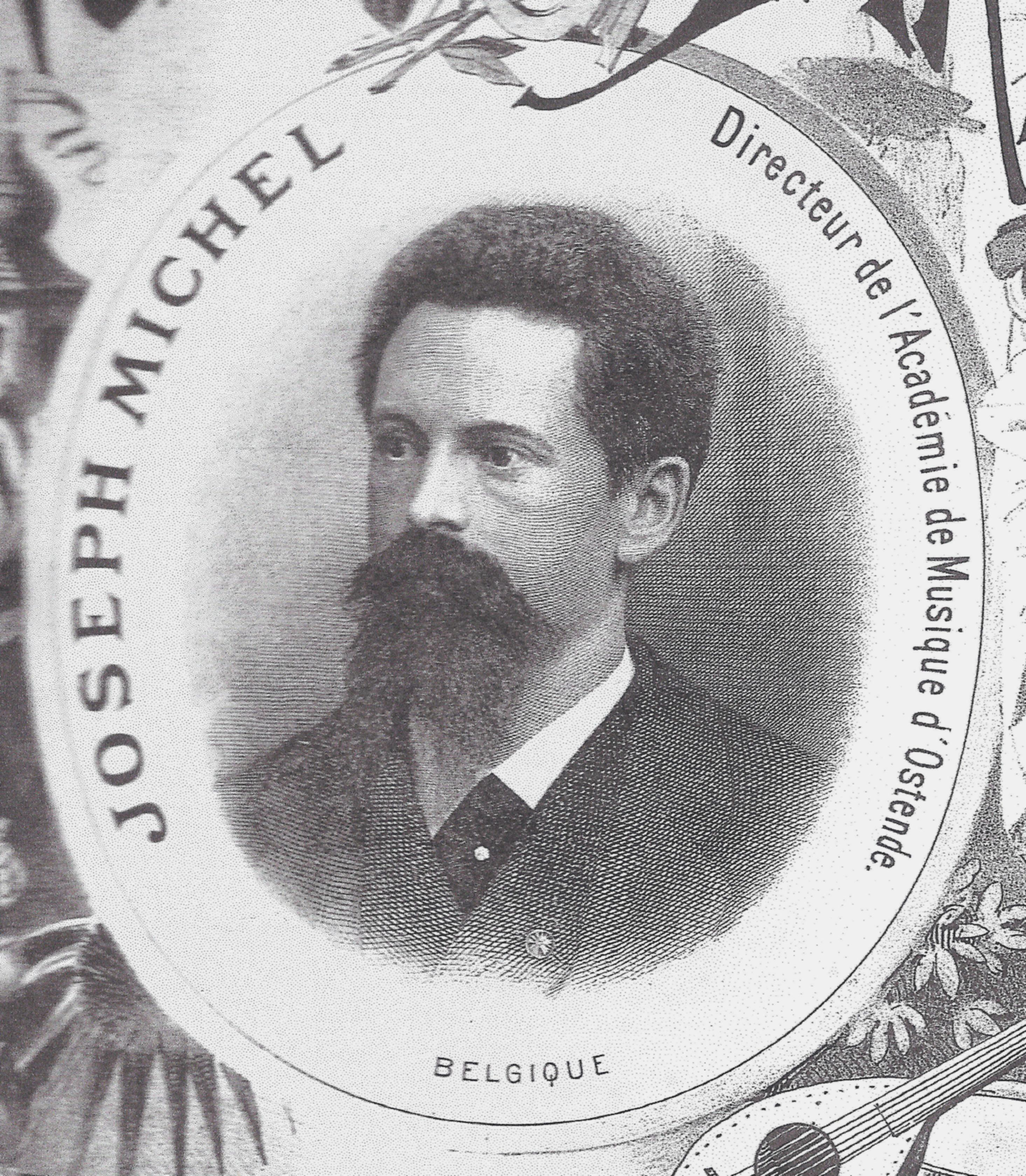
Jacques-Joseph Michel

Jacques-Joseph Michel (Luik, 12 december 1847 - Oostende, 6 september 1888), ook bekend als Joseph Michel, was een Belgisch componist, pianist, en dirigent.
Michel studeerde aan het Koninklijk Conservatorium Luik, waar hij vervolgens van 1870 tot 1884 piano doceerde. Van 1884 tot 1888 was hij directeur van de Stedelijke Muziekacademie te Oostende en tweede dirigent van het plaatselijke Kursaalorkest.
Joseph Michel componeerde muziek voor piano, zang, en harmonie- en fanfareorkest, alsmede enkele korte opera's. Zijn composities, die wat lichtvoetig van aard zijn, zijn nu in de vergetelheid geraakt.

## Composities

### Piano
- 2 Morceaux (1873)
- 6 Morceaux caractéristiques, op. 26 (bevat ook de opusnrs. 28-32)
- Alerte!, galop de concert, op. 27
- 3 Pièces romantiques, op. 33
- Danse hongroise, op. 37 (1884)
- Marche indienne, op. 38 (1884)
- Sérénade espagnole, op. 39 (1884)
- Valse-Prélude, op. 40 (1884)
- Marche nuptiale, op. 41 (1884)
- Impromptu "Full speed!", op. 42 (1884)
- Jeu d'Eventail
- Romance sans paroles
- Ouverture uit "Aux Avant Postes"

### Zang
- 6 Mélodies, op. 3
- 3 Soirées vocales, op. 34 (6 liederen voor bariton of mezzo-sopraan)
- Poëmes d'amour, op. 35 (6 liederen voor bariton of mezzo-sopraan)
- Ave Maria voor bariton

### Opera
- Les chevaliers de Tolède (1872)
- Aux avant-postes (1876)